# Gisela Jaacks
Gisela Jaacks (* 19. August 1944 in Güstrow) ist eine deutsche Volkskundlerin und ehemalige Leiterin des Museums für Hamburgische Geschichte.

## Leben
Gisela Jaacks ist als Tochter des Pädagogen und Rektors Gerhard Jaacks in Lübeck aufgewachsen. Der früh verstorbene Kunsthistoriker Günther H. Jaacks (1941–1971) war ihr Bruder.
Nach dem Abitur machte sie eine Lehre zur Buchhändlerin und ein Volontariat im Verlagswesen. Ab 1966 studierte sie an den Universitäten Hamburg und Kiel Volks- und Altertumskunde, Geschichte, Germanistik, Kunstgeschichte, Musik- und Theatergeschichte.
1971 wurde sie in Hamburg mit einer volkskundlichen Dissertation zum Lübecker Volks- und Erinnerungsfest zum Dr. phil. promoviert. Es folgte ein Volontariat und dann die Festanstellung im Museum für Hamburgische Geschichte. Hier betreute sie die Einzelblattsammlung, später auch Kleidung und Textilien, Gemälde und Mode sowie die Musikinstrumente. 1972 initiierte sie die Reihe Konzerte auf der Kaufmannsdiele des Museums.
Seit 1993 Stellvertreterin des Direktors Jörgen Bracker, wurde sie mit Wirkung vom 1. Januar 2002 seine Nachfolgerin. Sie leitete das Museum bis zu ihrem Eintritt in den Ruhestand zum 1. Juli 2008. Ihre Nachfolgerin wurde Lisa Kosok.
Ab 1986 lehrte Gisela Jaacks als Honorarprofessorin an der Hochschule für Künste Bremen das Fach Kulturgeschichte.

## Werke
- Das Lübecker Volks- und Erinnerungsfest [Allgemeines Scheibenschiessen]: Untersuchungen zur Entstehung und Entwicklung eines Grossstadt-Volksfestes. Hamburg: Hamburger Museumsverein e. V. 1971, zugl. Diss., Univ. Hamburg, Philos. Fak., 1971 (Volkskundliche Studien 5)
- Lebendige Volksbräuche in Schleswig-Holstein. Heide in Holstein: Westholsteinische Verlagsanstalt Boyens 1973 (Kleine Schleswig-Holstein-Bücher)

2. Auflage 1976 ISBN 3-8042-0113-X
- Von Hamburg nach Blankenese : Menschen, Häuser, Schiffe; das Leben an der Elbe um 1900. Hamburg: Christians 1976 ISBN 3-7672-0419-3
- 300 Jahre Oper in Hamburg: 1678-1978. Hamburg: Christians 1977 ISBN 3-7672-0528-9
- Musikleben in Hamburg zur Barockzeit. Hamburg: Museum für Hamburgische Geschichte 1978 (Hamburg-Porträt 8)
- Diese Frau sah mehr: mit Ebba Tesdorpf durch Alt-Hamburg von der Herrlichkeit bis zur Kehrwiederspitze. Hamburg: Christians 1978
- Hamburg in Zeichnungen und Aquarellen des 19. Jahrhunderts. Hamburg: Christians 1980 ISBN 3-7672-0687-0
- Weihnachtszeit in Europa. Hamburg: Jungheinrich 1981
- (mit Renate Paczkowski) Orgeln in Schleswig-Holstein. Heide in Holstein: Westholsteinische Verlagsanstalt Boyens 1981 ISBN 3-8042-0244-6 (Kleine Schleswig-Holstein-Bücher)
- (mit Nina Gockerell) Weihnachtliche Bräuche in Hamburg und Norddeutschland in München und Oberbayern. München: Bayerische Vereinsbank 1985
- Hamburger Porträts des 17. Jahrhunderts. Hamburg: Museum für Hamburgische Geschichte 1987 (Hamburg-Porträt 23)
- Hamburg zu Lust und Nutz: bürgerliches Musikverständnis zwischen Barock und Aufklärung (1660–1760). Hamburg: Verein für Hamburgische Geschichte 1997 ISBN 3-923356-80-3 (Veröffentlichung des Vereins für Hamburgische Geschichte 44)
- (Hrsg.) Hamburgs Geschichte: Mythos und Wirklichkeit. Hamburg: Ellert & Richter 2008 ISBN 978-3-8319-0315-3

Gisela Jaacks verfasste zahlreiche Personenartikel für die Hamburgische Biografie.

### Kataloge
- Festzüge in Hamburg: 1696–1913. Bürgerliche Selbstdarstellung und Geschichtsbewusstsein. Ausstellung 9. Mai – 10. Sept. 1972, Museum f. Hamburg. Geschichte. Hamburg: Hamburger Museumsverein e. V. 1972 (Aus den Schausammlungen 2)
- Gesichter und Persönlichkeiten: Bestandskatalog der Porträtsammlung im Museum für Hamburgische Geschichte I: Ölgemälde, Pastelle, Miniaturen, Aquarelle und Zeichnungen. Hamburg: Museum für Hamburgische Geschichte 1992
- (mit Carsten Prange) Zeremoniell und Freiheit: Europa im 18. Jahrhundert. Die Welt des Johann Adolf Hasse. Museum für Hamburgische Geschichte 1999
- Kirchen, Kanonen und Kommerz: Führer durch die Abteilungen Mittelalter bis 17. Jahrhundert im Museum für Hamburgische Geschichte. Hamburg: Museum für Hamburgische Geschichte 2003 ISBN 3-9809110-1-2
- Der Traum von der Stadt am Meer: Hafenstädte aus aller Welt. Hamburg: Stiftung Museum für Hamburgische Geschichte [2003] ISBN 3-9809110-0-4
- (mit Carsten Prange, Ralf Wiechman) Die Neustadt – religiöse Vielfalt und Toleranz. Hamburg: Museum für Hamburgische Geschichte 2006